# Kaiserkrönung Napoleons I.

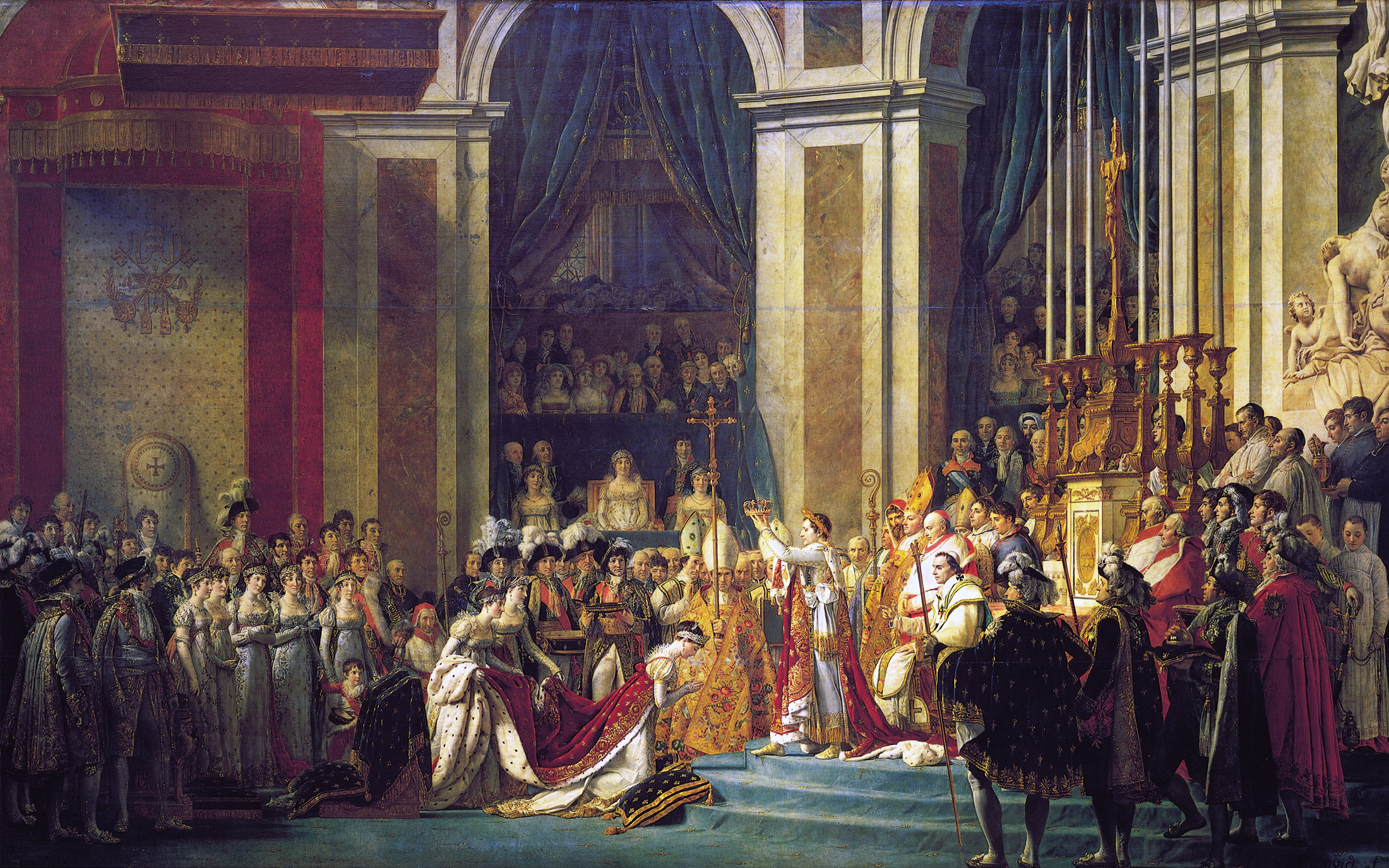
Die Krönung in Notre-Dame (Gemälde von Jacques-Louis David, 1805–1807, 610 × 930 cm, Öl auf Leinwand)

Die Kaiserkrönung Napoleons I. war eine Krönungszeremonie am 2. Dezember 1804 in der Kathedrale Notre-Dame de Paris, die die Rechtsstellung Napoleons als Kaiser der Franzosen symbolisch und sakral legitimieren sollte.

## Vorgeschichte
Napoleon Bonaparte hatte sich in der Spätphase der Französischen Revolution als General der Revolutionsarmeen Ruhm und Ansehen erkämpft. Die Wirren des Zweiten Koalitionskrieges nutzte er für den Staatsstreich des 18. Brumaire VIII (9. November 1799), um das Direktorium zu stürzen und eine Konsulatsregierung mit ihm als Erstem Konsul einzuführen. In den Folgejahren wurde Frankreich straffen Reformen unterzogen. Die Verwaltung wurde erneuert und zentralisiert, das Bildungswesen vereinheitlicht, ein Konkordat mit der katholischen Kirche abgeschlossen und die Wirtschaft durch Vergabe von Staatsaufträgen gefördert. 1804 wurde der Code civil eingeführt, wodurch eine gesetzliche Verankerung der Bürgerrechte wie persönliche Freiheit, Rechtsgleichheit, privates Eigentum, Zivilehe und Scheidungsrecht erfolgte.

### Legitimation des erblichen Kaisertums
Im August 1803 wurde von der Geheimpolizei eine royalistische Verschwörung aufgedeckt, die angeblich die Ermordung Napoleons und die Einsetzung eines Bourbonen oder von General Jean-Victor Moreau zum neuen Herrscher zum Ziel hatte. Letzterer wurde von den Drahtziehern Georges Cadoudal und Jean-Charles Pichegru zu Unrecht beschuldigt. Da die Polizei keine Verbindung der Verschwörer zu den Bourbonen herstellen konnte, aber von Napoleon selbiges gefordert wurde, beschuldigte man schließlich den Herzog von Enghien der Mittäterschaft. Er verweilte gerade im badischen Ettenheim bei seiner Cousine und war der einzige Bourbonenprinz in greifbarer Nähe. Ein französischer General überquerte am 15. März 1804 den Rhein zusammen mit einigen Dragonerschwadronen und nahm den Herzog fest. Dieser gestand vor einem Pariser Militärgericht zwar sein Bestreben, in britischen Diensten gegen Napoleon kämpfen zu wollen und auch früher ein offener Gegner der Revolution gewesen zu sein, stritt jedoch die Beteiligung an besagtem Komplott ab. Das Tribunal verurteilte ihn zum Tode, die Vollstreckung erfolgte in der Nacht zum 21. März. Napoleon hatte das Urteil dahingehend beeinflusst, dass er einen Bourbonen opfern wollte, um die anderen von jeglichen neuen Angriffen abzuschrecken.
Die öffentliche Empörung über die Ermordung des Herzogs war in Frankreich wie in ganz Europa groß, doch konnte sie die Machtposition des Konsuls nicht erschüttern. Die Nachwirkung der aufgedeckten Verschwörung jedoch hatte besonders auf die Mitglieder des Senats und anderer Institutionen beträchtlichen Einfluss. Ein Umsturz der napoleonischen Regierung schien jederzeit möglich. Wäre einer solchen Aktion Erfolg beschieden, wären die Senatoren ihre lukrativen Ämter losgeworden und die innere Ruhe, die in den letzten Jahren eingekehrt war und die so viele beibehalten wollten, wäre von einem Tag auf den anderen Vergangenheit gewesen. Der Senat, der das Recht besaß, die Verfassung zu ändern, erkannte den Vorteil eines erblichen Kaisertums der Bonapartes, das beim Verlust des Herrschers sofort einen neuen an dessen Stelle treten ließe und die Erfolgschancen jeglichen weiteren Umsturzversuches massiv erschweren würde. Joseph Fouché, ehemaliger Polizeiminister und Senator von Aix, der beim Konsul in Ungnade gefallen war, nahm in dieser Lage die Chance wahr, sich bei Napoleon wieder beliebt zu machen, und trug im Auftrag des Senats Napoleon eine Verfassungsänderung mit ihm als Kaiser an.

### Schaffung des Kaisertums
Napoleon, seit 1802 Konsul auf Lebenszeit, hatte dieses Entgegenkommen des Senats erhofft und durch seine Politik auch bewusst beeinflusst. Sein Bestreben auf eine dauerhafte Sicherung der Machtposition seiner Familie und die Erhöhung seines Titels war auch ausländischen Diplomaten nicht verborgen geblieben. Gesandte Österreichs und Preußens sahen in ihren Briefen die Möglichkeit eines „Kaiserreiches der Gallier“ in naher Zukunft. Die erste Vorlage der Verfassungsänderung umfasste folgende Punkte:
1. Napoleon Bonaparte wird mit der Regierung der französischen Republik betraut.
2. Die Kaiserwürde wird seiner Familie für erblich erklärt.

Am 30. März 1804 wurde im Senat der Antrag mit fünf Gegenstimmen angenommen, das Corps législatif stimmte der Vorlage ebenfalls zu. Die endgültige Version der neuen Verfassung wurde vom Staatsrat ausgearbeitet und in einer feierlichen Sitzung am 18. Mai dem Senat erneut vorgelegt. Fünf Gegenstimmen und eine Enthaltung gegen 74 Ja-Stimmen brachten Frankreich das Kaisertum. Man hatte sich auf Betreiben Napoleons auf den Titel eines Kaisers (auf Französisch Empereur) geeinigt, da ein monarchischer Titel nötig war, jedoch der des Königs unliebsame Erinnerungen geweckt hätte. Im antiken Rom hatte sich Octavian zum Caesaren, also zum Kaiser, gemacht, weil auch er einen Königstitel nicht ohne die Missgunst des Volkes hätte annehmen können. Napoleon berief sich auf diese Tatsache, hatte doch seine Karriere so verblüffende Ähnlichkeit mit der des Augustus. Außerdem war auch Karl der Große im Jahr 800 zum Kaiser gekrönt worden. Große rechtliche Neuerungen brachte die neue Verfassung nicht, da Napoleon faktisch seit seinem Staatsstreich diktatorisch regiert hatte. Der neue Kaiser wollte jedoch trotz aller staatsrechtlichen Legitimationen seines neuen Titels eine Bestätigung durch das französische Volk. Über viereinhalb Millionen stimmten für ihn, nur wenige Tausend gegen seine Monarchie.

### Eine neue Dynastie
Napoleon besaß zwar schon seit Jahren Herrschaft und Macht, die den Fürsten der großen europäischen Monarchien in nichts nachstand. Jedoch wurde er auf dem diplomatischen Parkett immer noch als der behandelt, der er in Realität war: ein Soldat aus bürgerlichem Hause, ein ehemaliger Revolutionär, der quasi den Thron usurpiert hatte. Dies wollte Napoleon mit der Schaffung einer Dynastie und allen sonst noch als notwendig erachteten Maßnahmen zur Steigerung seiner internationalen Anerkennung ändern. Man suchte sich hierbei Vorbilder aus dem Alten Rom und Fränkischen Reich. Doch auch das viel näherliegende Vorbild der Bourbonen blieb nicht unangetastet. Für die Detailgestaltung der pompösen Zeremonie und der Etikette des neuen Kaiserreiches wurden erfahrene Hofveteranen aus der Bourbonenzeit wie Louis-Philippe de Ségur und Madame Campan, Kammerfrau von Marie-Antoinette, zu Rate gezogen. Das höfische Ambiente aus der Zeit Ludwigs XIV. wurde emsig studiert und für die Krönung eingeübt.
Um sowohl nach innen als auch nach außen hin den Prunk des neuen Kaiserreiches zu repräsentieren, brauchte man auch eine Fülle an Titeln und Würden, die vor allem den Männern übertragen wurden, die sich in der Revolution an der Seite Napoleons verdient gemacht hatten. Napoleons Mutter ernannte der Kaiser zur Madame Mère. Seine Brüder Joseph und Louis wurden zu kaiserlichen Prinzen und für die Zeit der Kinderlosigkeit des Kaisers zu seinen Thronfolgern erklärt. Seine beiden anderen Brüder Lucien und Jérôme waren wegen unstandesgemäßer Ehen von Titeln und Thronfolge vorerst ausgeschlossen worden. Charles-François Lebrun wurde zum Erzkämmerer, Jean-Jacques Cambacérès zum Erzkanzler, Armand de Caulaincourt zum Großstallmeister, Géraud-Christophe-Michel Duroc zum Großmarschall des Palastes, Louis Alexandre Berthier zum Großmeister der Jagd und Charles-Maurice de Talleyrand-Périgord zum Großkämmerer ernannt. Sechzehn Generäle der Revolutionsarmee erhielten den Titel eines Marschalls von Frankreich, die höchste militärische Ehrung, die bereits im königlichen Frankreich existiert hatte. Joachim Murat, der auch Napoleons Schwager war, bekam neben dem Marschallsrang auch den eines Großadmirals.

### Die Anwesenheit des Papstes
Zur Einbindung einer sakralen Komponente hatte Napoleon verfügt, dass er in Anwesenheit des Papstes gekrönt werden solle. Nicht nur Karl der Große war als König der Franken vom Papst zum Kaiser gekrönt worden; auch die römisch-deutschen Kaiser des Mittelalters hatten eine Romfahrt unternommen, um dort die Bestätigung ihrer Position durch eine päpstliche Krönung zu erfahren. Pius VII. wurde mit Nachdruck an den kaiserlichen Hof in Paris geladen, wo der Papst schließlich durch Rückgewinnung einiger Territorien des Kirchenstaates, die französische Truppen einige Jahre zuvor besetzt hatten, in seine Teilnahme an der Zeremonie einwilligte.
Der Papst, der in bescheidener Hoffnung auf Restaurierung einiger der vielen Millionen während der Revolution von der Kirche abgefallenen französischen Gläubigen nach Paris gekommen war, wurde vom Andrang auf sein Audienzzimmer völlig überrumpelt. Jeden Tag musste er tausende Pilger in den Tuileriengärten segnen und empfing Generäle, ehemalige Jakobiner und Würdenträger gleichermaßen. Am Vorabend der Krönung bat die künftige Kaiserin Joséphine um eine Unterredung und gestand dem Papst unter Tränen, dass ihre Ehe mit Napoleon nur standesamtlich geschlossen worden war. Pius gab ihr zur Antwort, dass er entsprechend den Bestimmungen des kanonischen Rechts Joséphine nur als kirchlich getraute Ehefrau krönen könne, nicht aber als sündige Konkubine. Napoleon wurde von der Absicht des Papstes unterrichtet und gab Anweisung zur schnellstmöglichen Vorbereitung einer kirchlichen Trauung, die dann um Mitternacht vor der Krönungszeremonie in seinem Arbeitszimmer von dem Halbbruder seiner Mutter Laetitia, Kardinal Joseph Fesch, vollzogen wurde.

## Die Krönung

### Der Tag der Krönung
Bis zum Krönungstag, dem 2. Dezember 1804, liefen die Vorbereitungen für die Krönung auf Hochtouren. Über viele Monate hatten Louis-Philippe de Ségur, der Großmeister der Zeremonien, und A. L. de Rémusat, der Erste Kammerherr, die Feierlichkeiten organisiert. Die Architekten Charles Percier und Pierre-François-Léonard Fontaine hatten die Dekorationen entworfen und der Maler Jean Baptiste Isabey die Kostüme. Noch in der Nacht wurden das Innere der Notre-Dame geschmückt sowie die Straßen der Hauptstadt gesäubert und in Stand gesetzt. Am Vorabend war ganz Paris in festlicher Stimmung. Die Artillerie schoss Salut, überall läuteten Glocken und brannten bengalische Feuer, es gab freien Eintritt in allen Theatern und an jeder Ecke wurde Musik gespielt.
Die Fassade der Kathedrale erhielt noch ihren letzten Schliff, sie trug einen großen Triumphbogen mit einem Adler, zwei Säulen des Portals trugen Bilder Chlodwigs I. und Karls des Großen. Diese symbolisierten die Abstammung vom Fränkischen Reich, mit der Napoleon seinen Herrschaftsanspruch über Frankreich und die Hegemonie über Europa begründen wollte. Der Tag der Krönung war ein Sonntag. Nachts hatte es geschneit. Seit 7:00 Uhr morgens drängten die Pariser in die Kirche hinein. Trotz der vielen für den Adel und das wohlhabende Bürgertum reservierten Plätze war noch genug Raum in den Sitzrängen für jeden, der bereit und in der Lage war, neun Franc zu bezahlen.
In den Tuilerien hatten viele Hofdamen die Nacht über im Sitzen schlafen müssen, um ihre aufwendigen Frisuren nicht zu ruinieren. Das Kaiserpaar hatte sich in edelste Kostüme gekleidet, Joséphine trug ein weißes Seidenkleid und Napoleon eine reich bestickte purpurne Uniform und Edelsteinschmuck. Am Barett trug er den Regent-Diamanten, den die französischen Könige in ihren Kronen getragen hatten. Zwischen 6:00 und 9:00 Uhr trafen vor der Notre-Dame die Abordnungen der geladenen Institutionen des Reiches ein. Würdenträger der Städte, Armee, Justiz, Verwaltung, Ehrenlegion und die Mitglieder der gesetzgebenden Kammern fuhren in Kutschen vor.
Nach 9:00 Uhr fuhr der Papst mit dem Gefolge der Kurie vor und hielt unter Begleitung einer Ehrengarde einen ehrwürdigen Einzug in die Notre-Dame. Wenig später machte sich die kaiserliche Prozession von den Tuilerien auf den Weg durch die Stadt. Der Gouverneur von Paris, Marschall Murat, ritt vorneweg, gefolgt von Kavallerieregimentern. Ihnen folgten wiederum die sechsspännigen Kutschen der Kabinettsmitglieder und der Geschwister des Kaisers. Als letztes fuhr die goldene Kutsche des Kaiserpaares, in der auch Joseph und Louis saßen, gezogen von acht goldbraunen Pferden. Der Polizeibericht vermerkte dezenten Jubel und Beifall, der wohl weniger Napoleon denn mehr Joséphine galt, die die Pariser offenbar mit ihrer Jugendlichkeit verblüffte.

### Ablauf der Krönung
Gegen 10:00 Uhr begann die Zeremonie mit dem Einzug des Papstes in die Kathedrale. Pius VII. schritt in prachtvollen Gewändern und mit der Tiara auf dem Haupt unter einem Baldachin durch die Reihen der höchsten kirchlichen Würdenträger des Landes. Er segnete alle Anwesenden und betete vor dem Altar, bevor er auf einem für ihn aufgestellten Thron Platz nahm. Napoleon und Joséphine waren gegen 11:00 Uhr vor der Notre-Dame angekommen, was bedeutete, dass der Papst zwei Stunden in der eiskalten Kathedrale auf Napoleon warten musste. Man begab sich dann in den benachbarten Palast des Erzbischofs, um sich umzuziehen.
Unter den Klängen einer von Giovanni Paisiello geschriebenen Messe, die von einem über vierhundertköpfigen Chor und zwei Orchestern vorgetragen wurde, betrat das Kaiserpaar gegen 11:45 Uhr dann die Kathedrale. Neben dem von Napoleon geschätzten Italiener hatten auch Jean François Lesueur und Abbé Roze Musik für die Krönung komponiert. Als erstes kamen Herolde, Pagen, Kammerherren, die Großmeister der Zeremonien, Marschälle und Stallmeister. Marschall Murat trug die Krone Joséphines auf einem Kissen. Dann folgte die künftige Kaiserin. Ihre Schleppe wurde von den Schwestern Napoleons, der Frau seines Bruders Joseph und seiner Adoptivtochter getragen. Jede von ihnen hatte ihre eigene kleinere Schleppe, die von Kammerherren getragen wurde. Dann betrat das Gefolge Napoleons den Raum. Mehrere Marschälle trugen seine Krone, das Schwert und den Reichsapfel. Seinen Mantel trugen seine Brüder Joseph und Louis und seine vormaligen Mitkonsuln Lebrun und Cambacérès. Nachdem das Kaiserpaar und die Großwürdenträger in der Kathedrale anwesend waren, wurden die kaiserlichen Insignien auf dem Altar platziert. Napoleon sank kurz zum Gebet auf die Knie und setzte sich dann neben den Altar. Der Papst begann nun eine Messe abzuhalten. Es folgte die Salbung mit heiligem Öl an Stirn, Armen und Händen von Napoleon und Joséphine. Kardinal Fesch tupfte in seiner Position als Großalmosenier das Öl anschließend wieder ab. Die Salbung des Kaisers sollte ursprünglich nicht Teil der Krönung sein, sondern bereits vorher stattfinden, doch Verzögerungen bei der Anreise des Papstes hatten es erzwungen, Salbung und Krönung zu kombinieren.

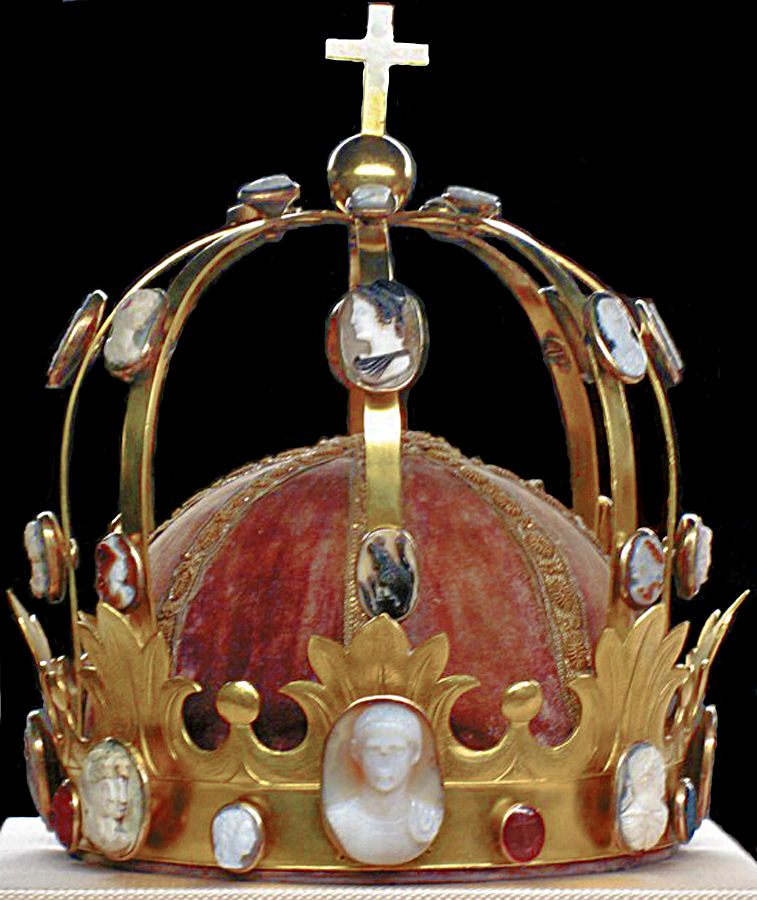
Kaiserkrone Napoleons I.

Nach der Salbung segnete Papst Pius VII. die Krone, das Zepter sowie das Schwert und das Kaiserpaar begab sich die Stufen zum Altar hinauf. Napoleon gürtete sich das Schwert um, nahm das Zepter und die „Hand der Gerechtigkeit“ (main de justice), welche er dann an Lebrun und Cambacérès weiterreichte. Dann ging Napoleon zum Altar, nahm die Krone und hielt sie mit der rechten Hand hoch, bevor er sie sich, den Anwesenden zugewandt, aufsetzte und sich somit selbst krönte. Der Kaiser legte daraufhin die Krone wieder auf dem Altar ab und setzte sich einen goldenen Lorbeerkranz auf den Kopf. Die mittlerweile vor ihm kniende Joséphine krönte er, indem er die Krone der Kaiserin kurz seinen eigenen Kopf berühren ließ und ihr dann aufsetzte. Offenbar saß die Krone noch nicht richtig, denn der Kaiser hob sie noch einmal hoch und setzte sie seiner Gemahlin ein zweites Mal auf. Dieser Moment ist in dem Gemälde Jacques-Louis Davids festgehalten, das durch viele Drucke bekannt gemacht wurde.
Hierauf schritten Kaiser und Kaiserin durch das Kirchenschiff zu den Thronen. Ihre Krönungsmäntel wurden von den Brüdern und Schwestern Napoleons getragen. Das Paar setzte sich, ebenso die Kronvasallen. Der Papst segnete nun beide und sprach: „Vivat in aeternum semper Augustus!“ Gleiches war auch bei der Krönung Karls des Großen im Jahre 800 in Rom gerufen worden. Die zur Salbung und Krönung unterbrochene Messe wurde jetzt beendet. Nun trat Cambacérès als Präsident des Senats, flankiert von den Präsidenten des Corps législatif und des Tribunats an den Kaiser heran und überreichte ihm das Schriftstück mit seiner Eidesformel. Sie lautete:

„Ich schwöre, die Unversehrtheit des Staatsgebietes der Republik zu erhalten, die Gesetze des Konkordats und die Glaubensfreiheit, die Gleichheit vor dem Gesetz, die politische und bürgerliche Freiheit, die Unwiderrufbarkeit des Verkaufs der Nationalgüter selbst zu respektieren und dafür zu sorgen, dass dies alles respektiert wird; Steuern und Abgaben nur kraft Gesetzes zu erheben, die Institution der Ehrenlegion beizubehalten und nur unter dem Gesichtspunkt des Interesses, des Glücks und des Ruhmes des französischen Volkes zu herrschen.“

Der höchste Herold des Reiches verkündete jetzt: „Der glorreichste und erhabenste Kaiser Napoleon, Kaiser der Franzosen, ist gekrönt und inthroniert; es lebe der Kaiser!“ Alle Anwesenden stimmten lauthals ein und die Glocken läuteten erneut, Geschützdonner verkündete der Stadt die Inthronisierung. Anwesende Prinzen, Großwürdenträger, Oberhofbeamte und die Präsidenten des Senats, des Corps législatif und des Tribunats unterzeichneten im Anschluss noch ein Protokoll über die Ableistung des Eides. Gegen 15:00 Uhr war die Zeremonie beendet, das Kaiserpaar und ihr Gefolge verließen die Kathedrale und fuhren anschließend eine ausgiebige Runde durch die Straßen von Paris, die vom Volk gesäumt wurden. Fünfhundert Lakaien mit Fackeln sowie zahlreiche Kronleuchter und Gaslampen an Gebäuden leuchteten den Weg in der beginnenden Dämmerung aus.

## Krönungsinsignien
Die Kaiserkrone wurde wie alle übrigen Insignien der Krönung von dem Juwelier Martin Biennais entworfen. Sie bestand aus Gold, Bügel und Reif waren mit emaillierten Schmucksteinen versehen, die ihr ein antikes Aussehen geben sollten. Der Kaiser setzte sie nur kurz zur Krönung auf. Während des Einzugs in die Notre-Dame und auch die meiste Zeit der Zeremonie trug Napoleon einen goldenen Lorbeerkranz. Kaiserin Joséphine trug während der Zeremonie ein Diadem, das aus Silber und Diamanten gefertigt war. Ihre Krone bestand aus Gold mit Edelsteinbesatz auf acht flach geschwungenen Bügeln.
Neben goldenen, edelsteingeschmückten Ringen und dem großen Reichsapfel fanden noch mehrere reich verzierte Schwerter Verwendung. Das Zepter Napoleons war mannshoch und aus Gold gefertigt. Auf seiner verdickten Spitze befand sich eine Figur des Saint-Denis. Die Hand der Gerechtigkeit war ein zepterähnlicher Stab aus Gold mit einer weiß emaillierten segnenden Hand. Die beiden letzteren Insignien sahen den Stücken der französischen Könige zum Verwechseln ähnlich.
Auch die Roben des Kaiserpaares waren prachtvoll ausgestattet. Sie trugen Gewänder aus feinster weißer Seide, die golden bestickt waren. Der samtene Krönungsmantel des Kaisers und die 25 Meter lange Schleppe Joséphines hatten einen Besatz aus russischem Hermelinfell und waren ebenfalls mit goldenen Verzierungen bestickt. Große Abbildungen des Buchstaben N, umgeben von Blattkränzen sowie stilisierte Oliven-, Lorbeer- und Eichenblätter und goldene Bienen, schmückten diese Stücke. Die Bienen waren ein Merowingersymbol, das Napoleon neben dem Adler als Staatssymbol auserkoren hatte. Allein Krönungsmantel und Schleppe des Kaiserpaares kosteten über 56.000 Franc.

## Zusammenfassung
Die Krönung Napoleons zum Kaiser der Franzosen war ein symbolträchtiges Ereignis in der Geschichte Frankreichs zu jener Zeit. Die Zeremonie sollte die Würde des Amtes repräsentieren, diente der Legitimation der Rechtsstellung des Kaisers und hatte einen zuletzt zur Bourbonenzeit dagewesenen sakralen Charakter. Der Kaiser machte im Ablauf der Zeremonie jedoch deutlich, dass seine Herrschaft von der Zustimmung der staatlichen Gremien und letztlich auch von ihm selbst ausging. Dem vielfach als eher peinlich denn beeindruckend wirkenden Spektakel dienten Rom und das Frankenreich Karls des Großen als Traditionssäulen, obwohl ein beträchtlicher Teil des Zeremoniells von den Königskrönungen abgeschaut wurde. Die Krönung beendete aber vor allem offenkundig den ungewissen Zustand des französischen Staates. Die Zeit der Republik wurde mit der Einsetzung alter monarchischer Würden und Etikette sowie des neuen Adels obsolet gemacht. Die Revolution gehörte endgültig der Vergangenheit an.

## Anekdoten
Als Napoleon die Entscheidung traf, dass seine Gattin Joséphine mit ihm gekrönt werden sollte und die Schwestern des Kaisers zusammen mit Josephs Ehefrau Julie und Napoleons Adoptivtochter Hortense de Beauharnais ihre Schleppe tragen sollten, brach in der Familie Bonaparte offener Konflikt aus. Elisa, Pauline und Caroline waren außer sich und auch Napoleons Brüder protestierten gegen die Entscheidung. Während des französischen Königtums sei es auch nicht Brauch gewesen, die Gemahlinnen der Könige zu krönen. Die letzte Frau, die sich einer solchen Zeremonie unterzogen hatte, war Maria de’ Medici gewesen, weil sie für den unmündigen Ludwig XIII. hatte regieren müssen. Mit dieser Argumentation hatten die Bonaparte-Geschwister zwar Napoleon zum Grübeln gebracht, aber nicht von seiner Entscheidung abgebracht. Die drei Schwestern machten ihrem Hass auf die Schwägerin schließlich Luft, als sie während des Aufstiegs des Kaiserpaares auf das steile Thronpodest wie zufällig die schwere Schleppe losließen, so dass Joséphine beinahe stürzte. Erst ein zorniger Blick Napoleons brachte die drei Schwestern in ihrer Schadenfreude zur Raison.
Napoleons Mutter Letizia Ramolino war während der Krönung nicht anwesend, da sie seit dem Frühjahr zur Kur in Italien verweilte. In Lucca erfuhr sie aus der Zeitung von der Proklamation ihres Sohnes zum Kaiser. Über die Ermangelung, keine persönliche Mitteilung erhalten zu haben, gekränkt, blieb sie bis Jahresende Frankreich fern. Auf Anordnung Napoleons musste Jacques-Louis David sie trotzdem in das Krönungsgemälde hineinmalen.
In Anlehnung an die Krönung Karls des Großen hatte Napoleon befohlen, zwölf jungfräuliche Mädchen mit Kerzen sollen der Zeremonie beiwohnen. Jedoch bedingt durch den Einsturz der alten Ordnung, des sozialen Gefüges und der gesellschaftlichen Konventionen durch die Revolution hatte man Schwierigkeiten, die geforderte Zahl in Paris aufzutreiben.
Als Napoleon sich mit der Krone auf dem Haupt und mit dem Reichsapfel in der einen und dem Zepter in der anderen Hand auf den Thron setzte, soll er nach Aussagen des nah sitzenden Arztes Bailly einen Niesreiz empfunden und bei dem Versuch diesen zu unterdrücken „eine einzigartige Grimasse“ geschnitten haben.
Die Krönung Napoleons nahm sich Jean-Bédel Bokassa zum Vorbild, als er sich am 4. Dezember 1977 in Bangui zum Kaiser von Zentralafrika krönte.

## Galerie

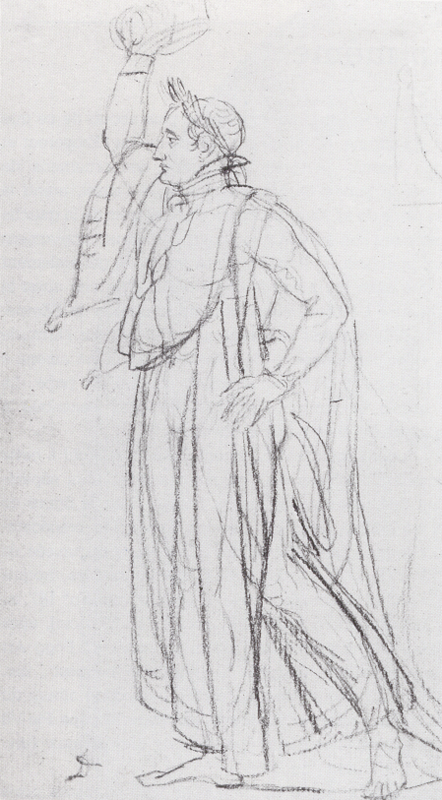
Etude pour Napoléon se couronnant, von Jacques-Louis David
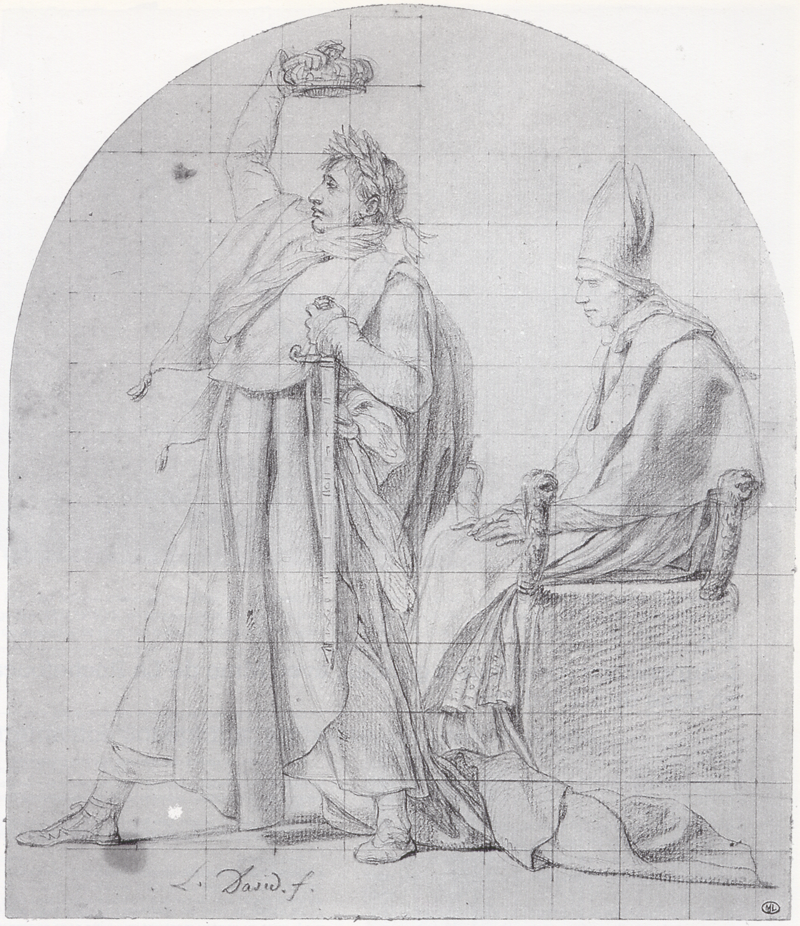
L’Empereur Napoléon se couronnant lui-même, von Jacques-Louis David
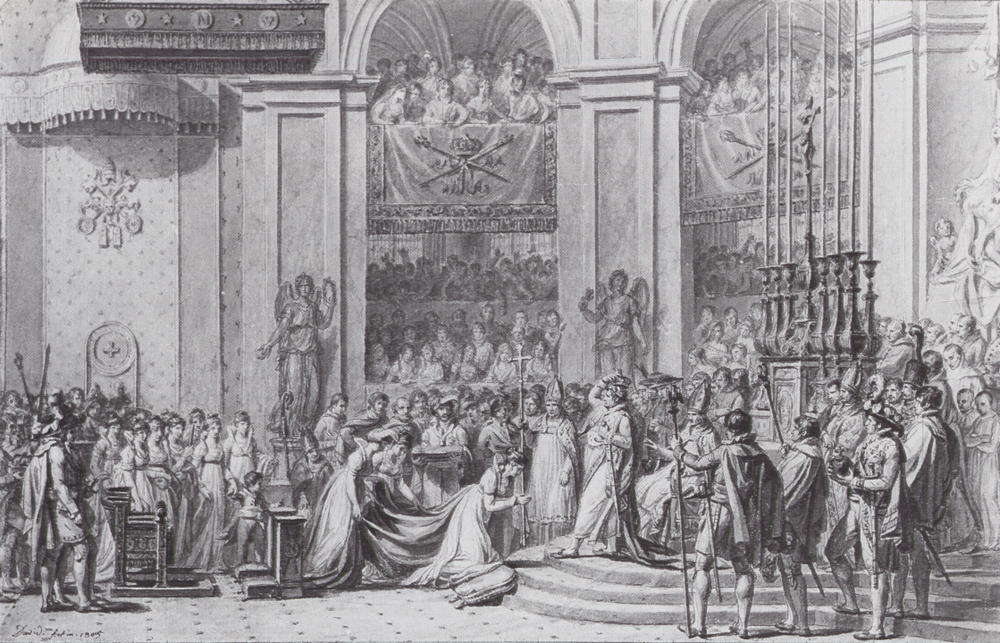
Etude pour le Couronnement, von Jacques-Louis David, 1805
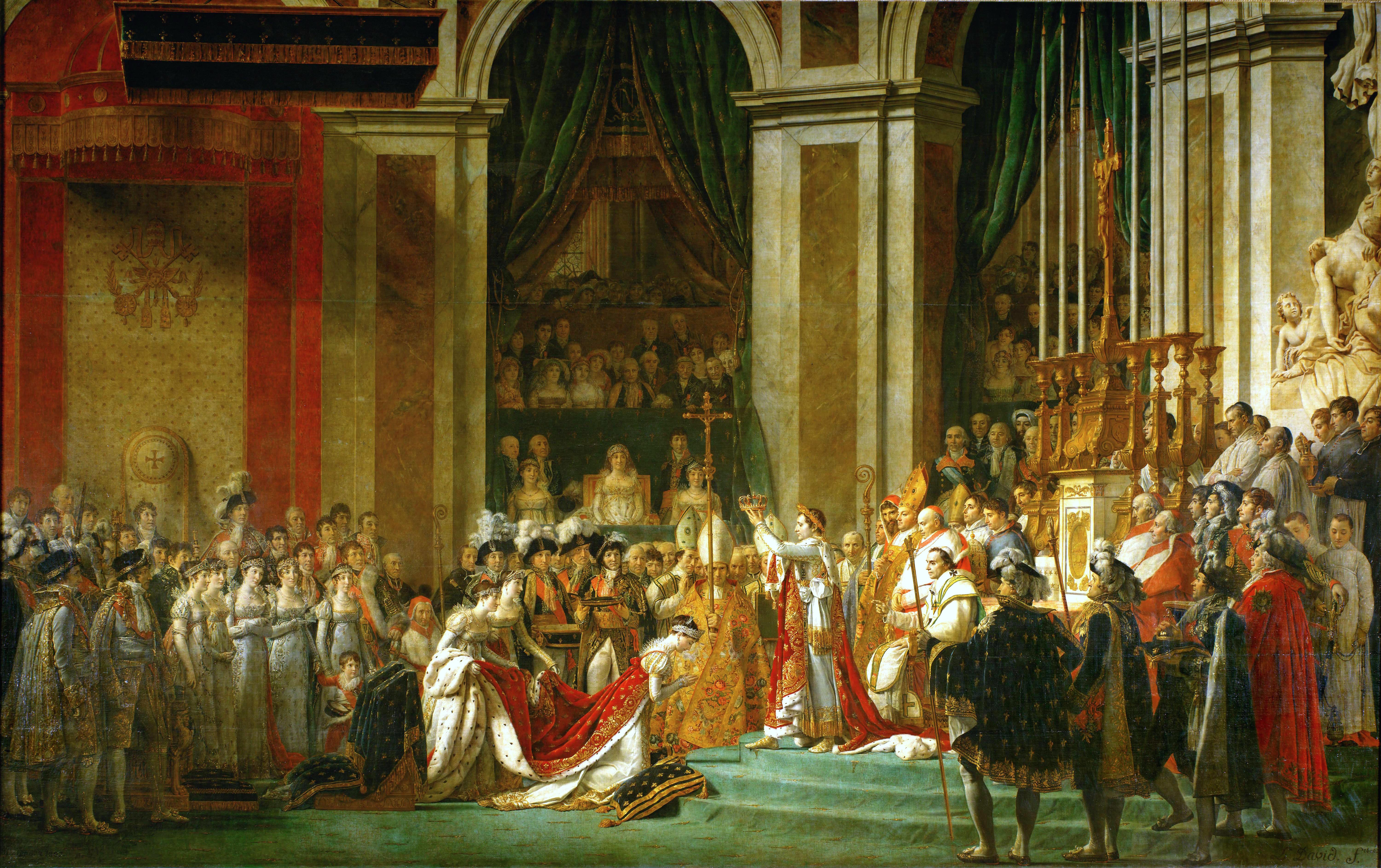
Le Couronnement de l’Empereur et de l’Impératrice, von Jacques-Louis David, 1807/08
Le Couronnement de l’Empereur et de l’Impératrice (Detail), von Jacques-Louis David, 1807/08
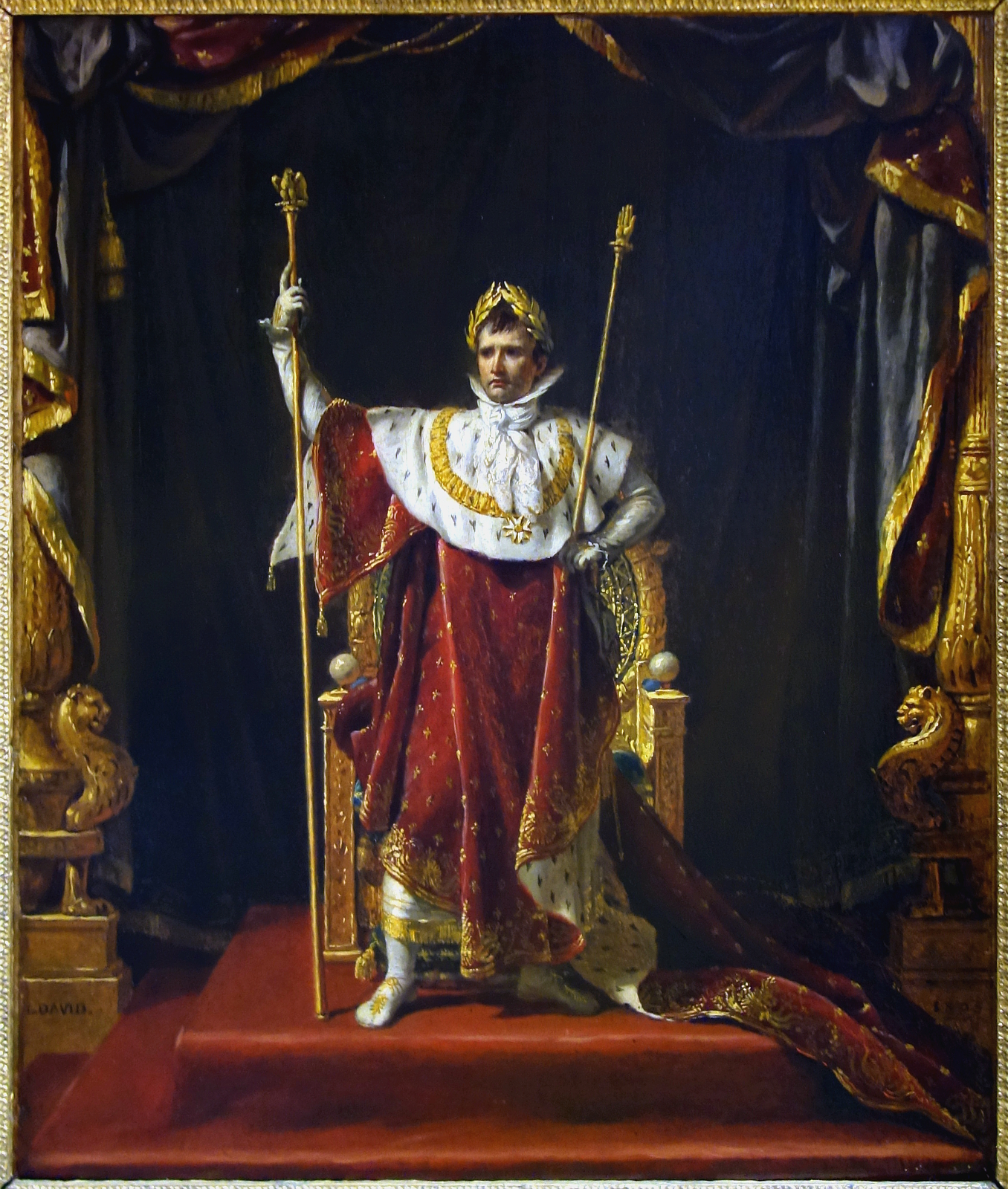
Portrait de Napoléon en costume impérial, von Jacques-Louis David, 1805
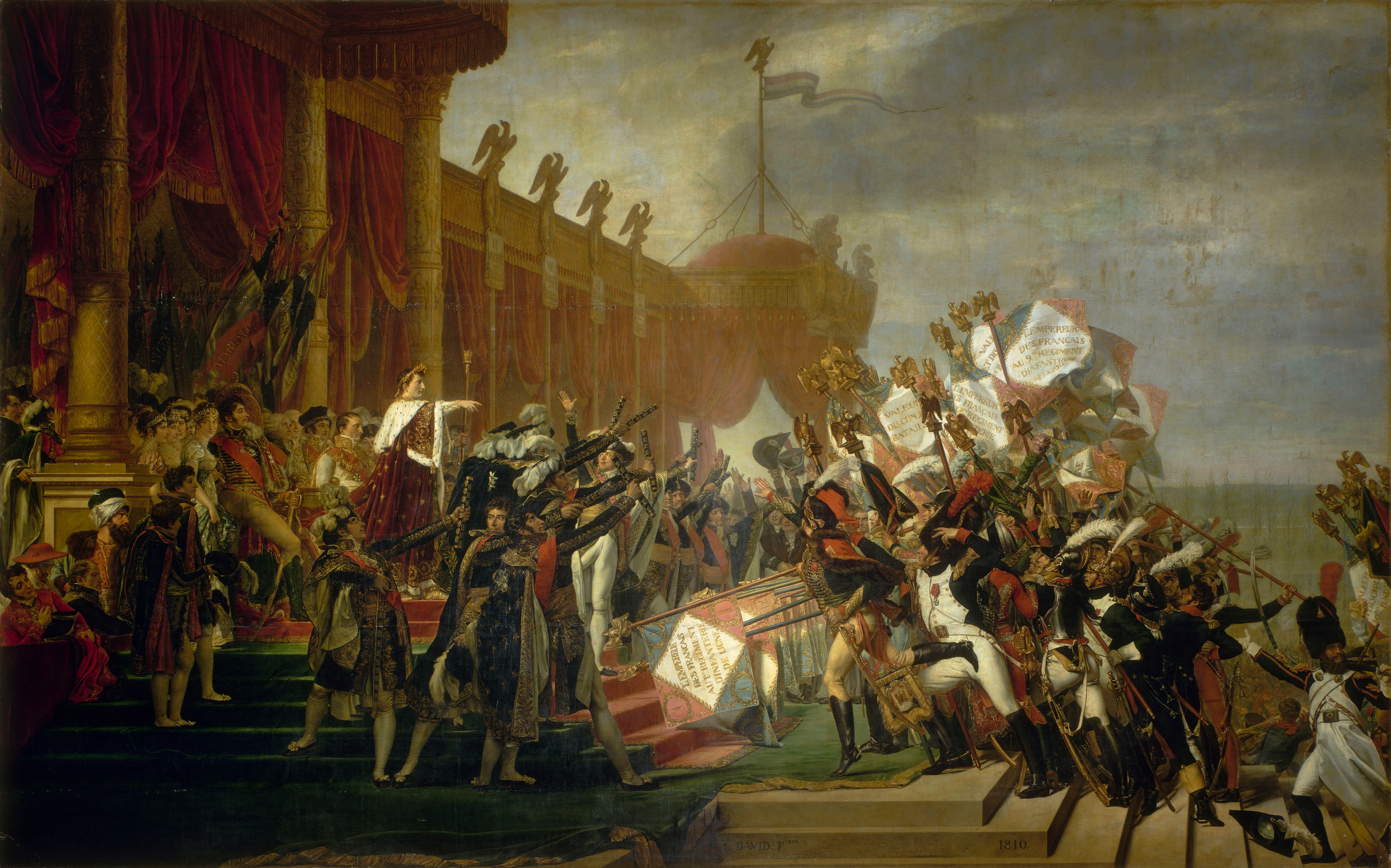
Le Serment de l’armée fait à l’Empereur après la distribution des Aigles au Champ-de-Mars le 5 décembre 1804, von Jacques-Louis David, 1810
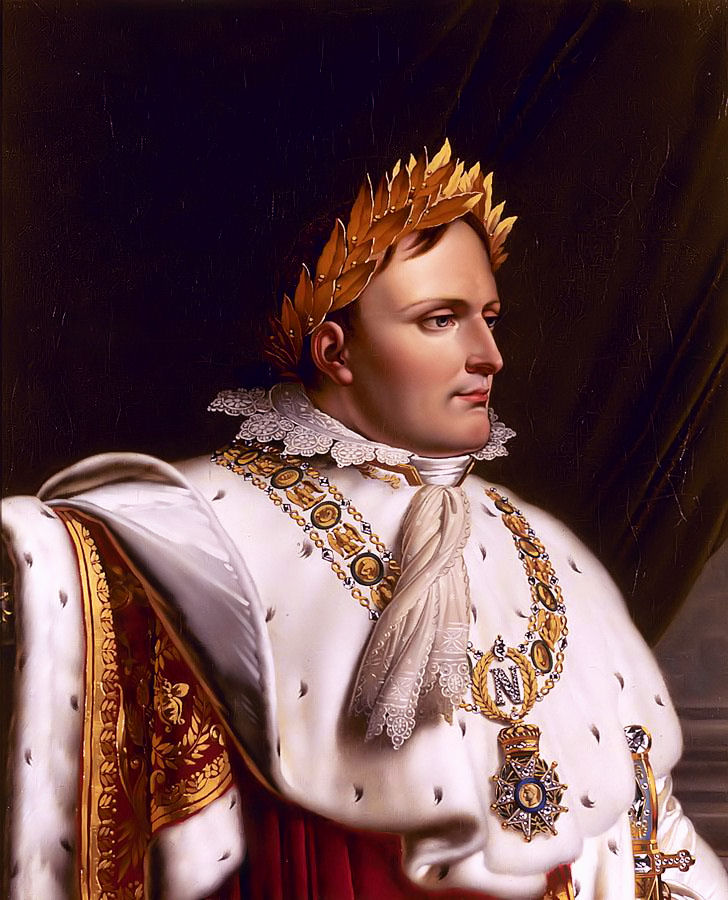
Napoleon, von Marie-Victoire Jaquotot
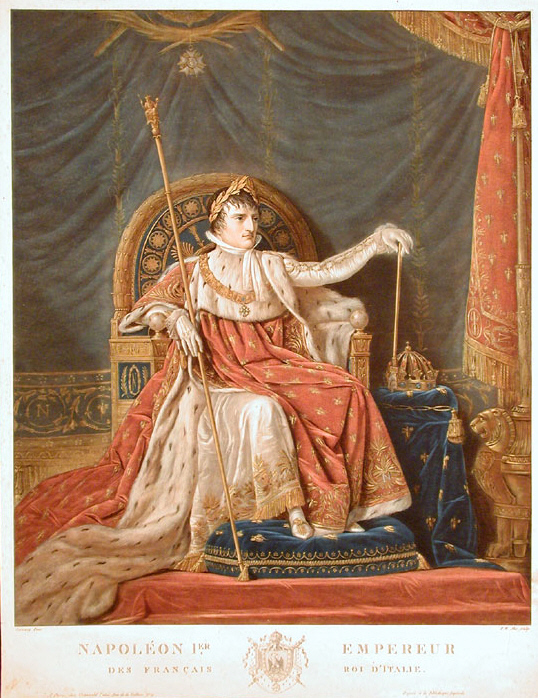
Napoléon, Der Kaiser auf dem Thron im Krönungsornat, Zepter, Hand der Gerechtigkeit und Krone, von Jean-François Garneray, c. 1805
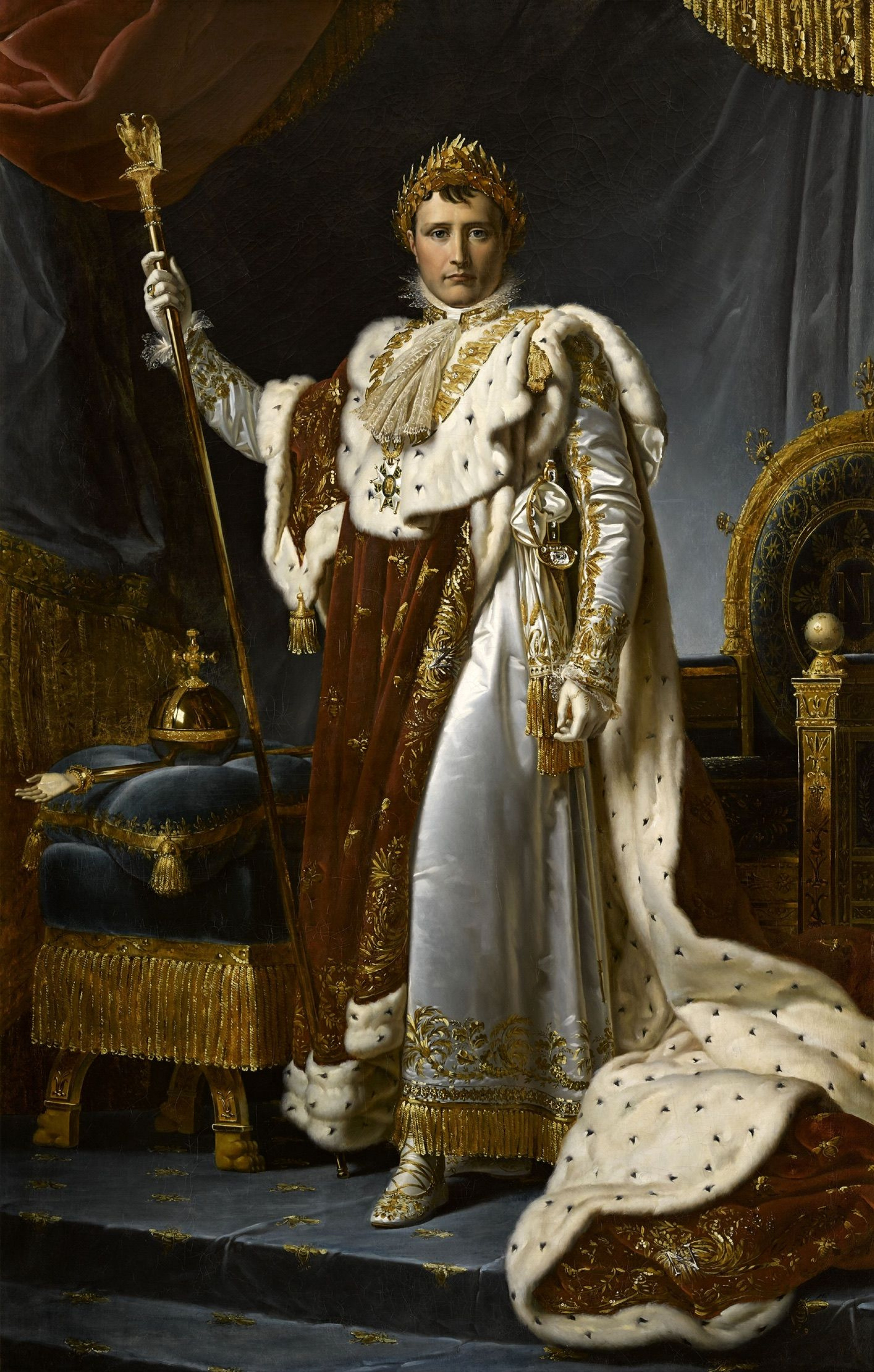
Napoléon Ier en costume du Sacre von François Gérard, 1805
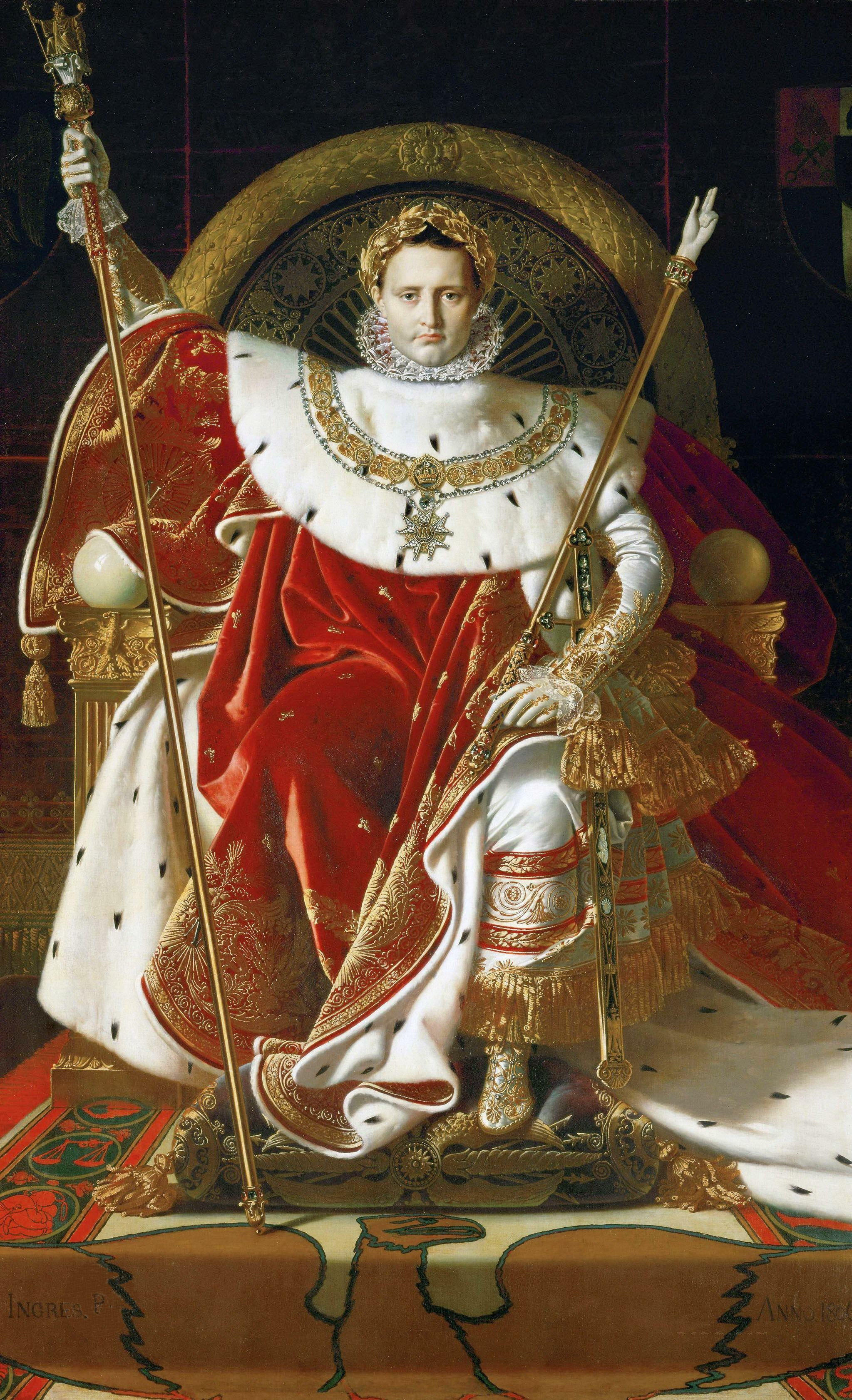
Napoleon auf dem Thron, von Jean Auguste Dominique Ingres, 1806